# Quintus Petronius Urbicus

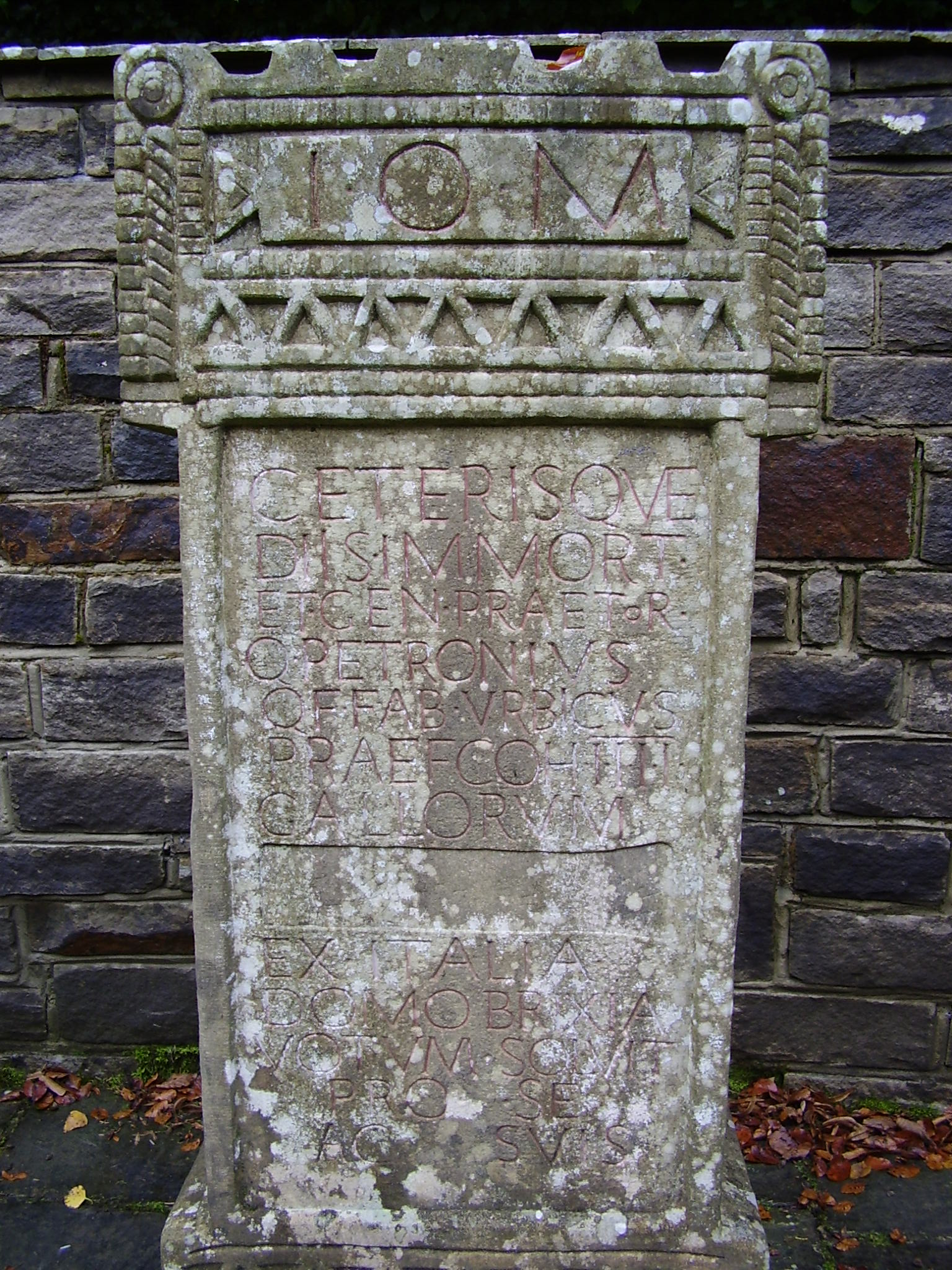
Der Altar mit der Inschrift

Quintus Petronius Urbicus war ein im 3. Jahrhundert n. Chr. lebender Angehöriger des römischen Ritterstandes (Eques).
Durch eine Weihinschrift, die beim ehemaligen römischen Militärlager Vindolanda (Gemeinde Bardon Mill) gefunden wurde, ist belegt, dass Urbicus Kommandeur (Praefectus) der Cohors IIII Gallorum war, die zu diesem Zeitpunkt in der Provinz Britannia stationiert war. Er stammte aus Brixia, dem heutigen Brescia (ex Italia domo Brixia). Urbicus weihte den Altar dem Iupiter Optimus Maximus, den übrigen Göttern sowie dem Genius des Lagers (Genio praetorii).
Die Inschrift wird bei der EDCS, der EDH und bei RIB auf einen Zeitraum zwischen 213/235 datiert.